# Pontonx-sur-l'Adour
Pontonx-sur-l'Adour é uma comuna francesa na região administrativa da Nova Aquitânia, no departamento Landes. Estende-se por uma área de 49,66 km². Em 2010 a comuna tinha 2 944 habitantes (densidade: 59,3 hab./km²).